# 汐止大尖山聖德宮
汐止大尖山聖德宮，通稱汐止聖德宮，是位於臺灣新北市汐止區大尖山風景區一座主祀天上聖母的廟宇，1971年由信眾募建。

## 沿革

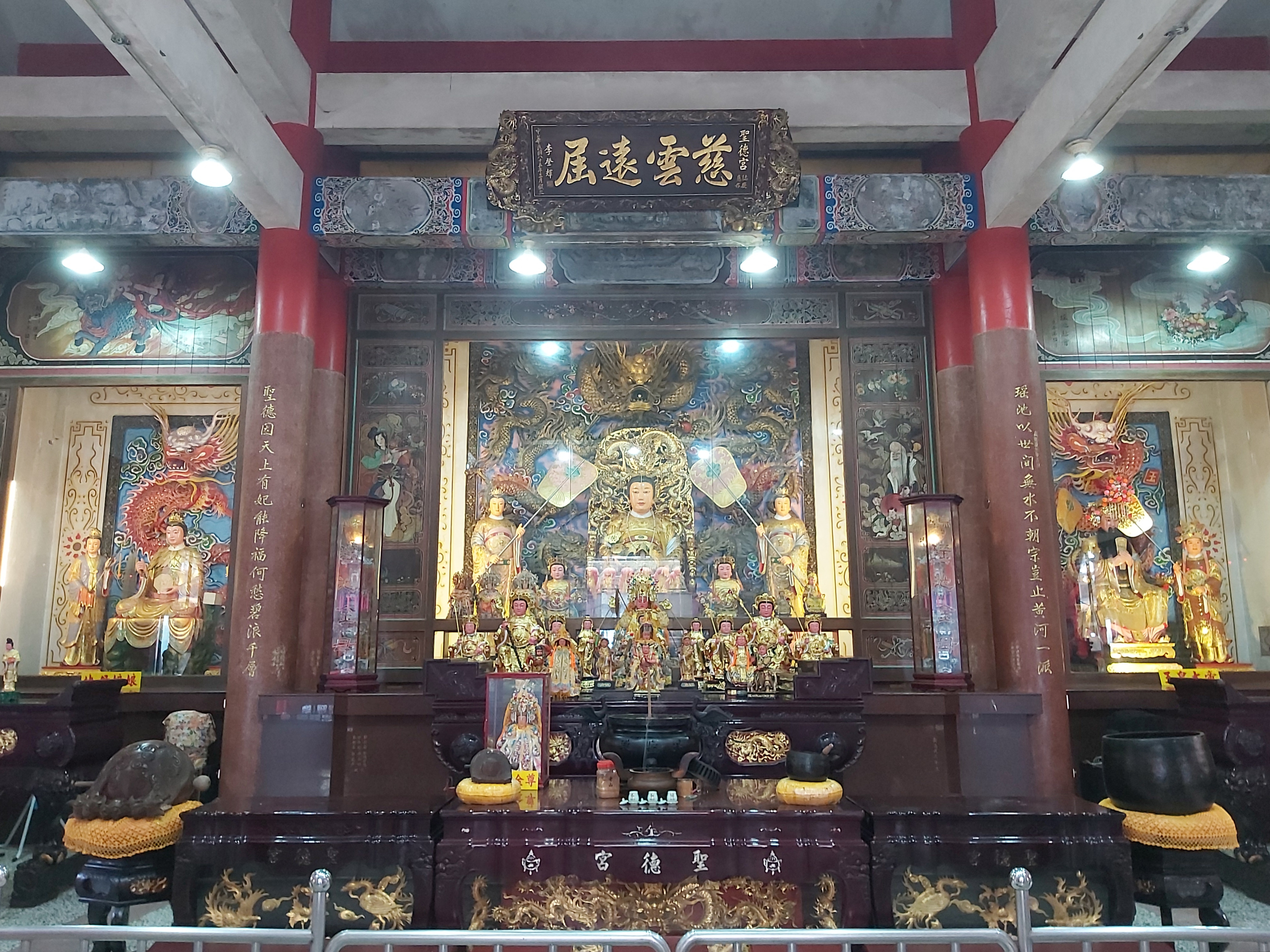
瑤聖殿（中殿）：供奉瑤池金母（正中）、玉皇大帝（圖右）地母娘娘（圖左）

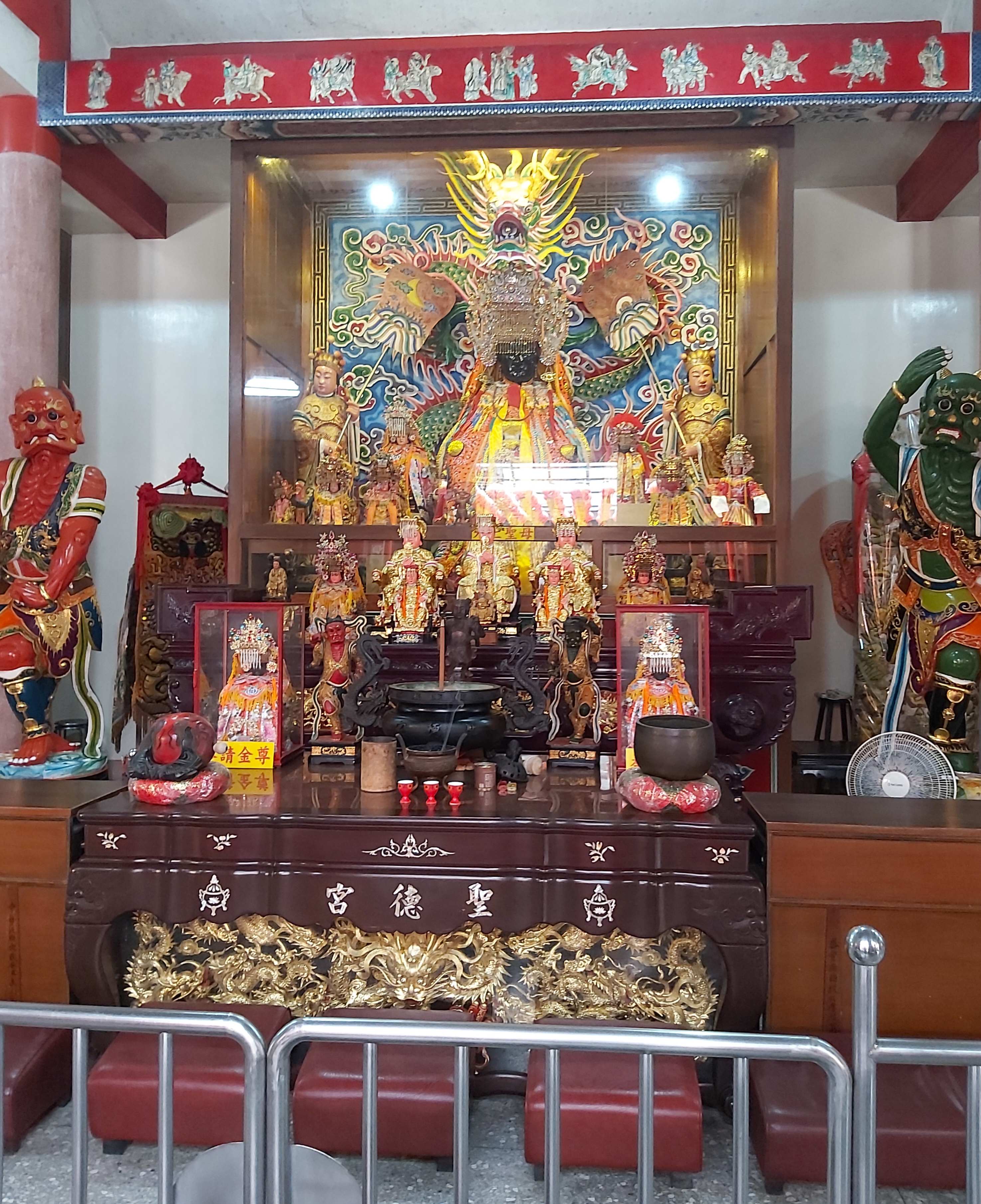
聖德宮正殿（後殿）天上聖母

1961年，該廟天上聖母自嘉義縣東石鄉笨港口港口宮分靈於汐止茄苳腳（現茄苳路土地公廟旁民宅），並指點宮名為「聖德宮」，信眾多為在地從事鐵、礦工作的鄉民。後信眾增多，限於民宅場所狹窄，36名虔誠信徒提議聚資肇建永久性廟宇，在1969年10月10日由乩童捧奉媽祖神尊為前導，眾信徒緊隨攀登大尖山尋找立廟地點，當時乩身起駕明示方位「座南朝北」，經羅盤定位確立廟址，當地地主九人同意無條件奉獻建廟用地；但因信眾財力無著，向臺北區合會儲蓄公司（後之臺北國際商業銀行）貸款新台幣兩萬元以購置建築材料，肇建約60坪，暫時安祀天上聖母以及分靈自崑崙山脈甘肅省涇川縣王母宮回屋的西王母。1971年開始依附山腰建造木屋，隔年成立「聖德宮委員會」管理廟務。1983年興建完成，1989年中殿竣工供奉瑤池金母、後殿供奉天上聖母，並於1993年及2001年歷經兩度整修為現今廟貌。

## 園區概覧

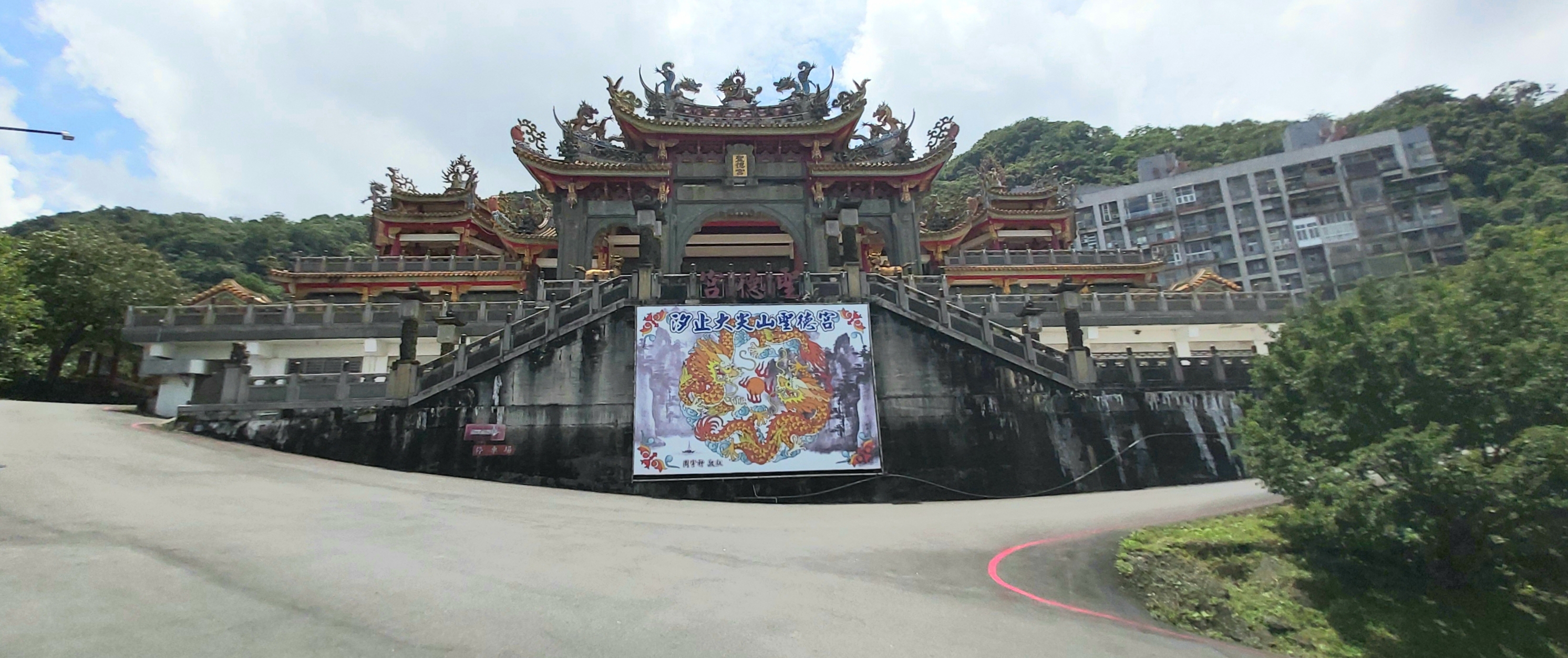
殿宇前側全景
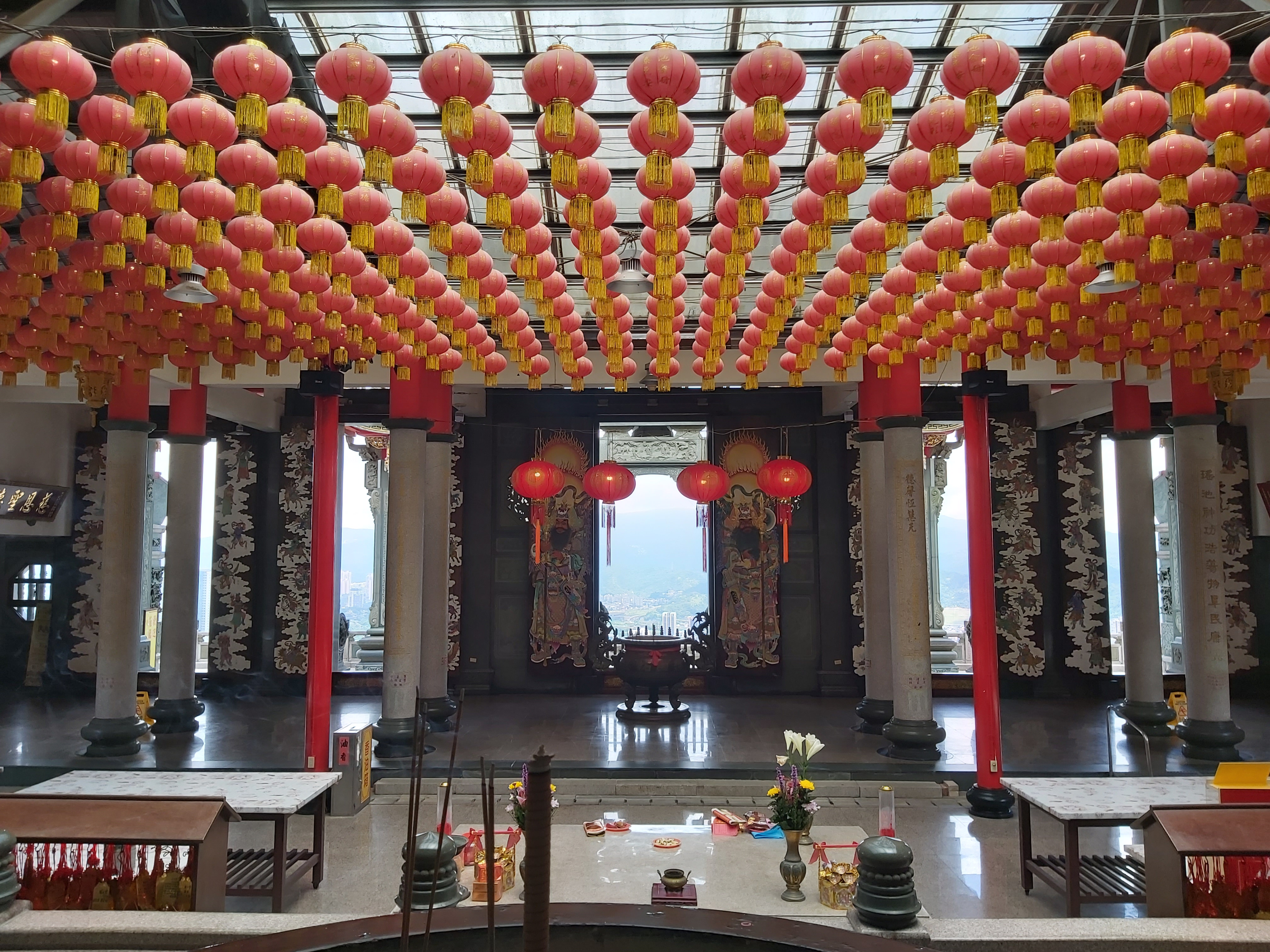
中庭
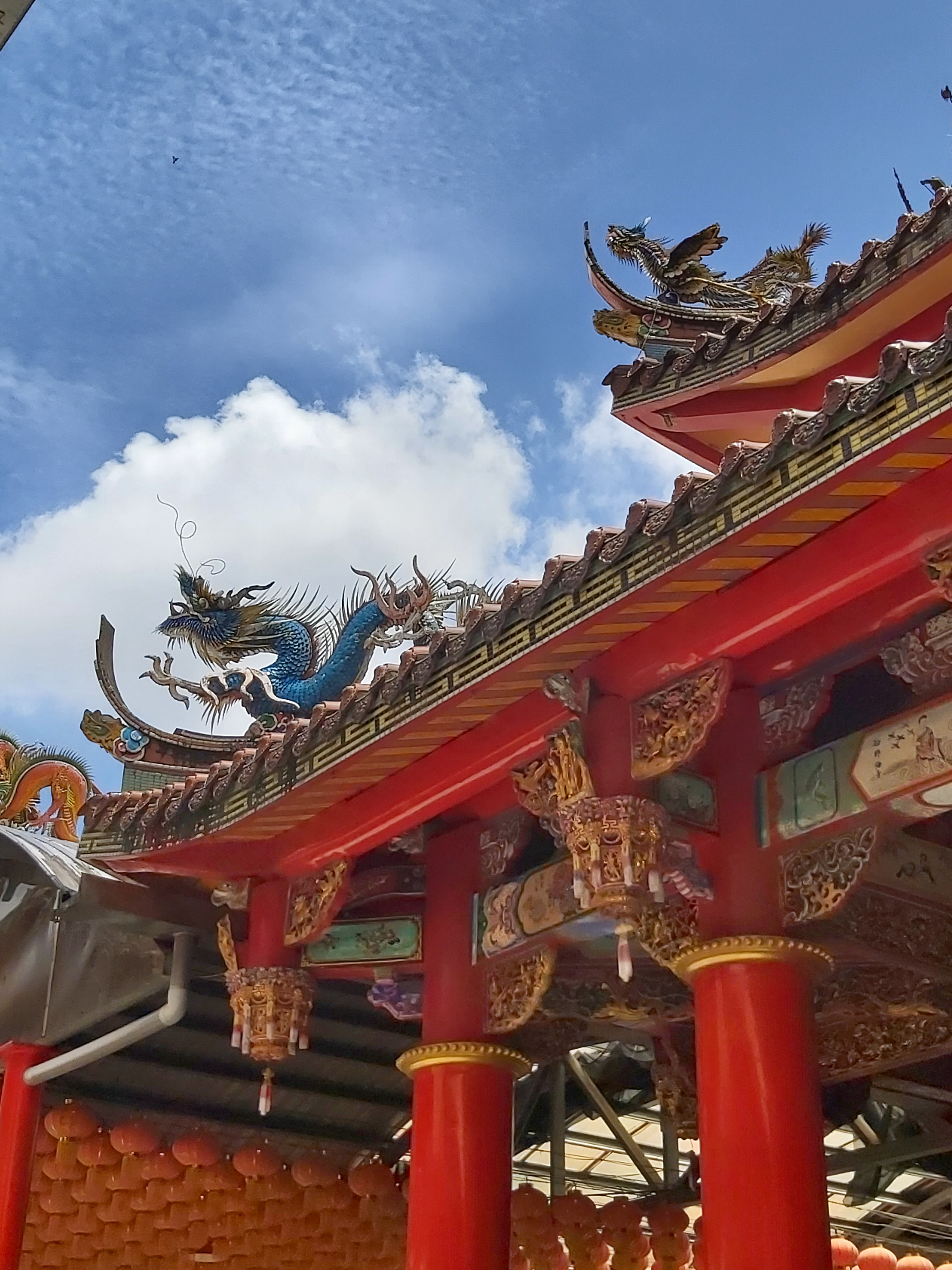
屋簷與垂花
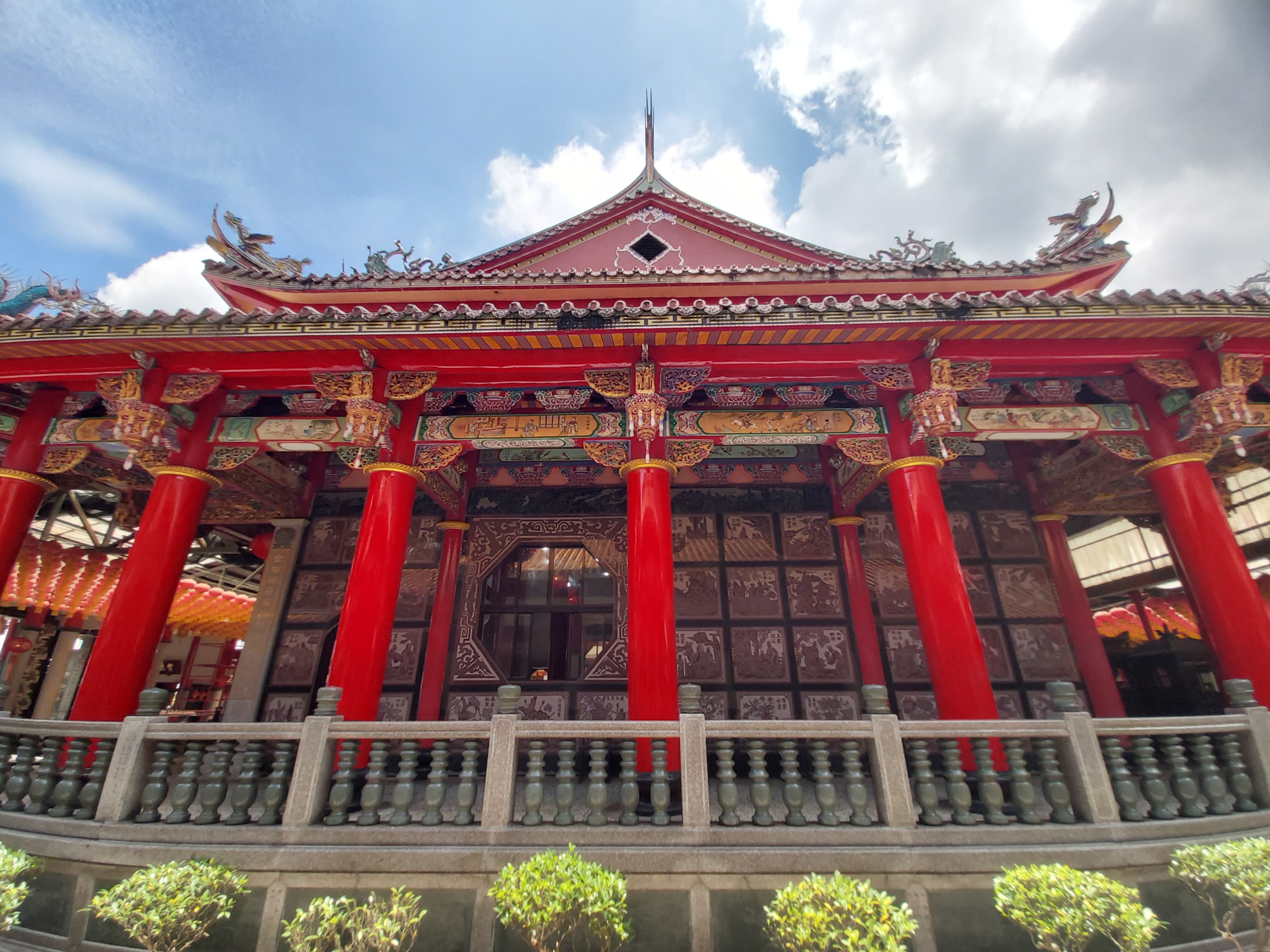
瑤聖殿側立面
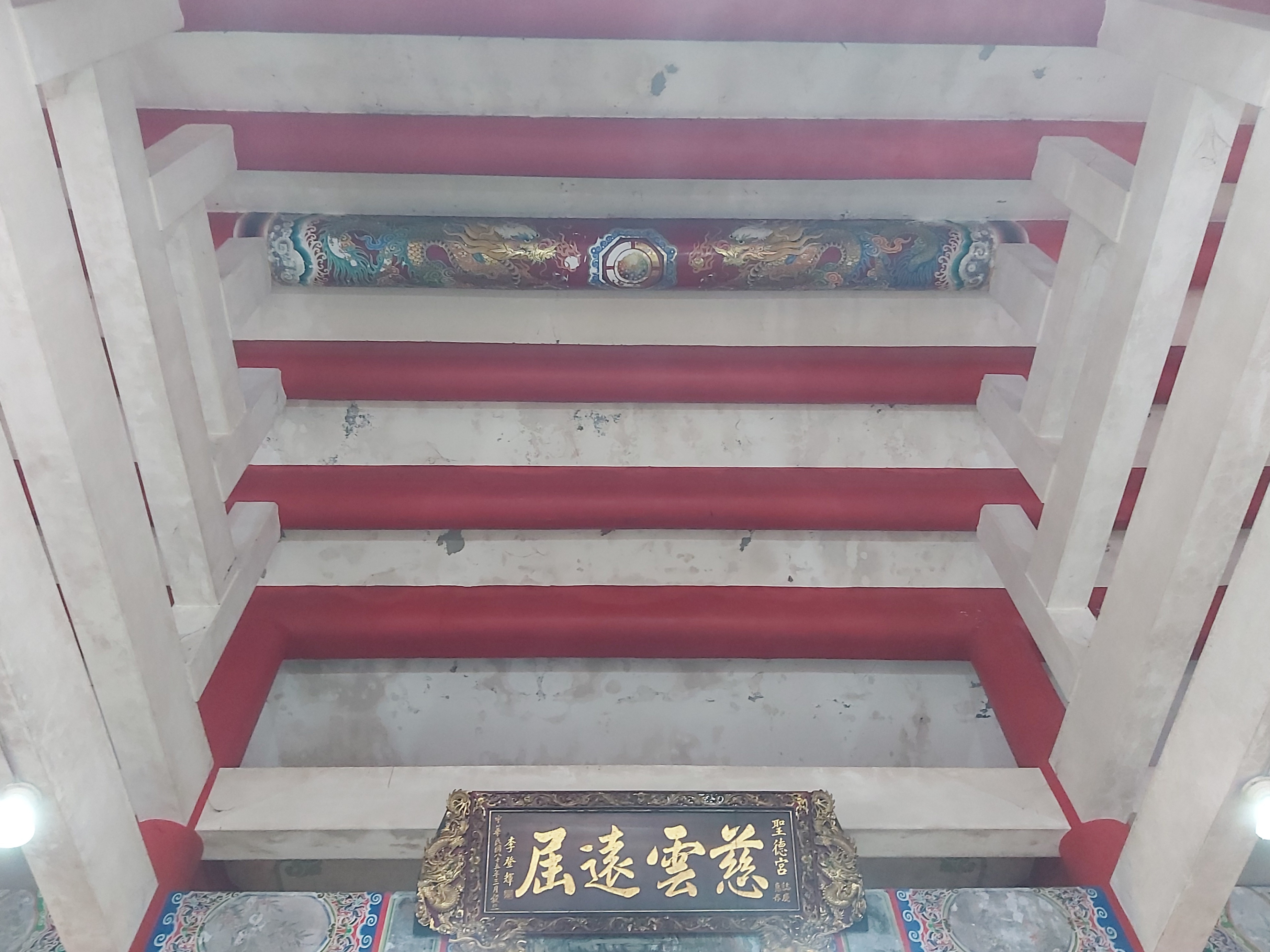
瑤聖殿天花板
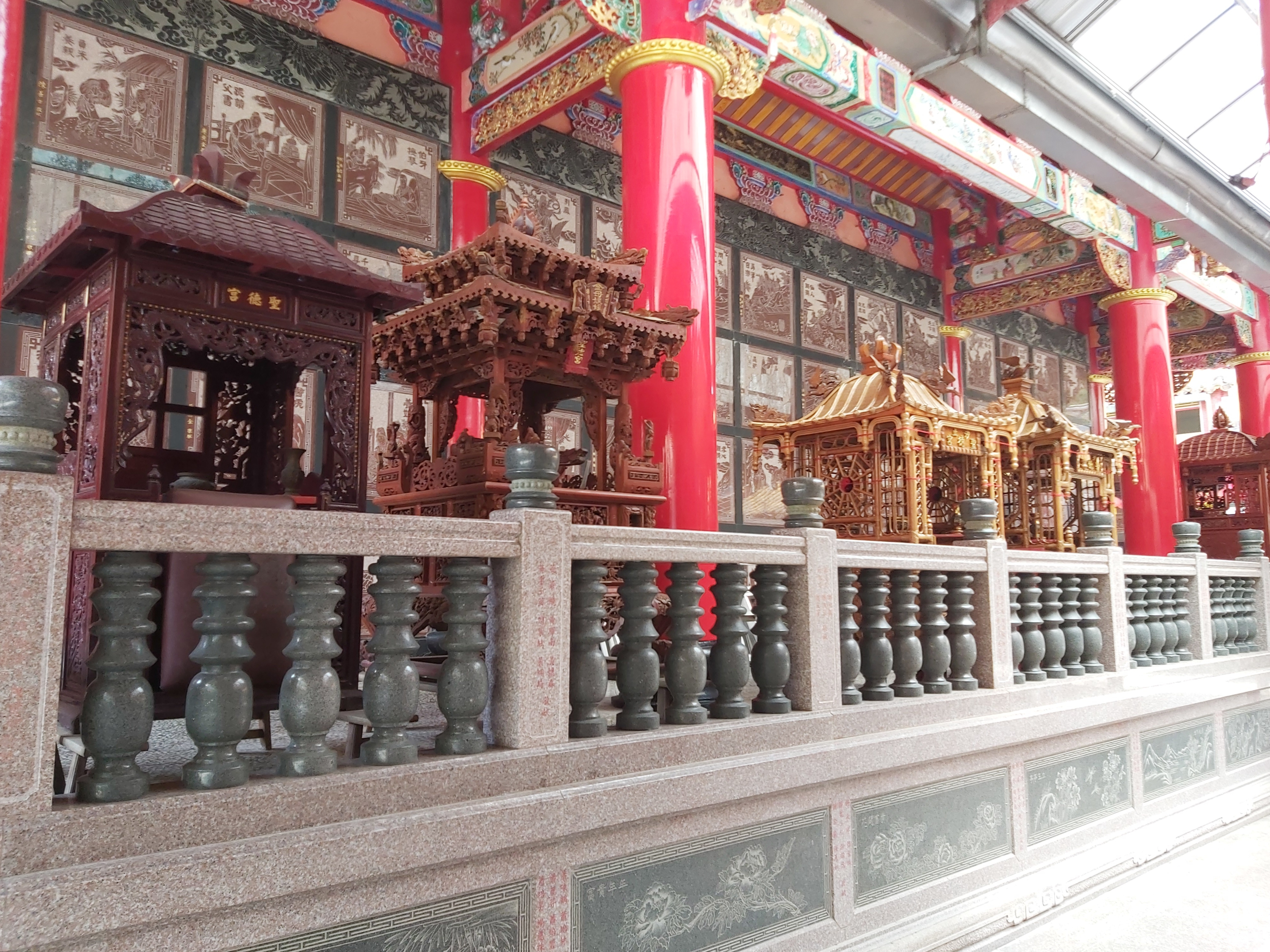
神輿
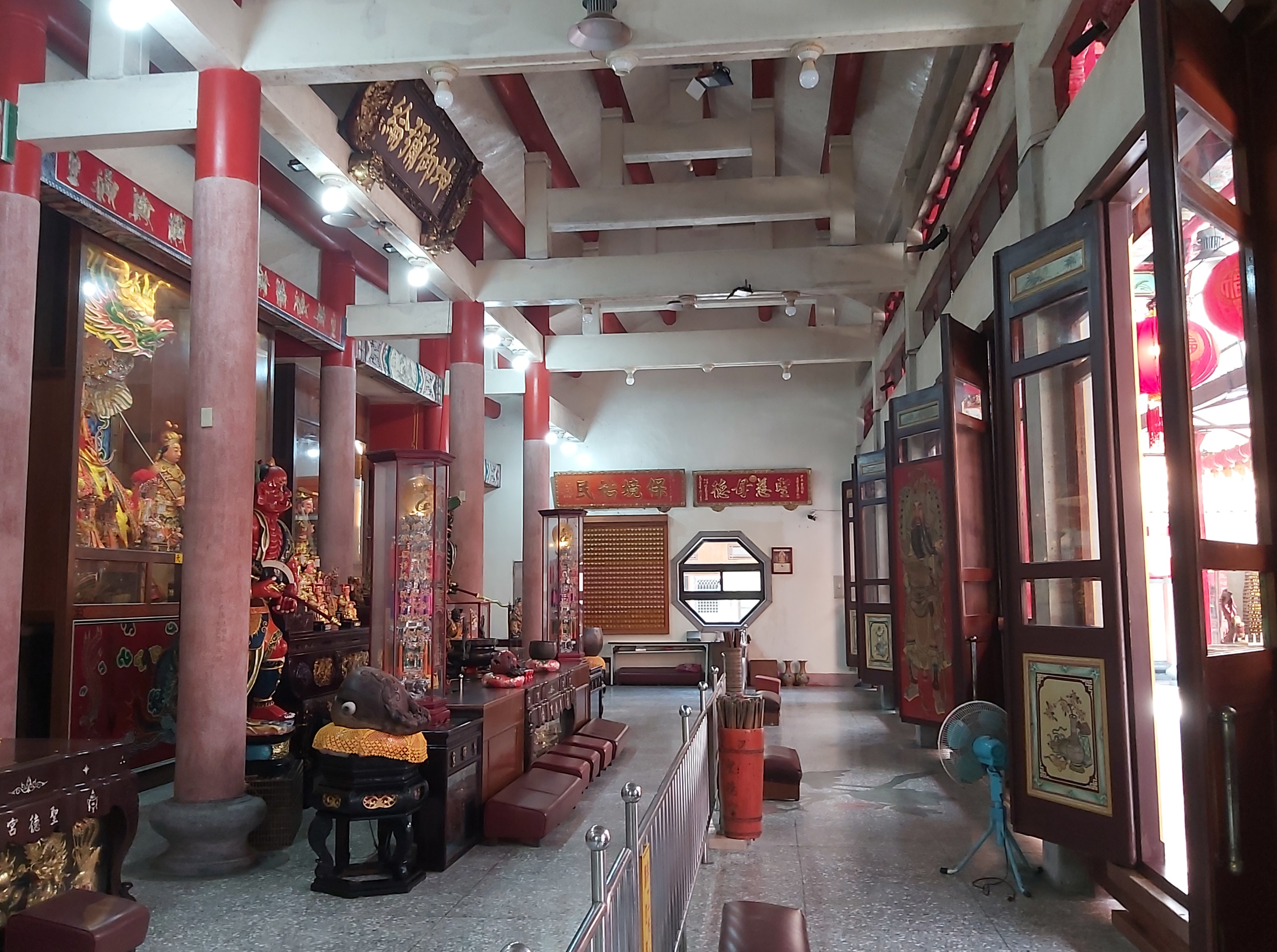
天上聖母殿室內
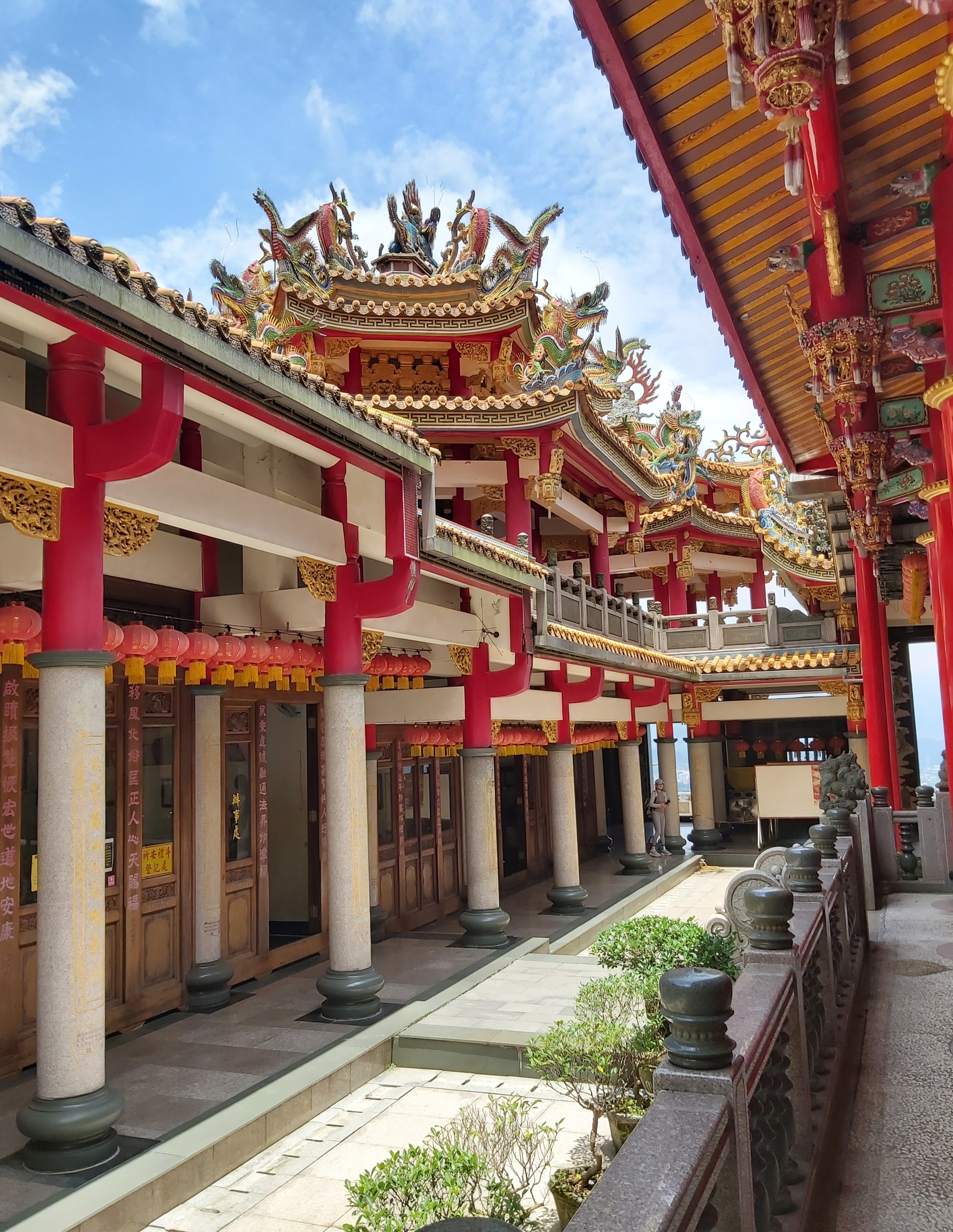
廂房樓閣
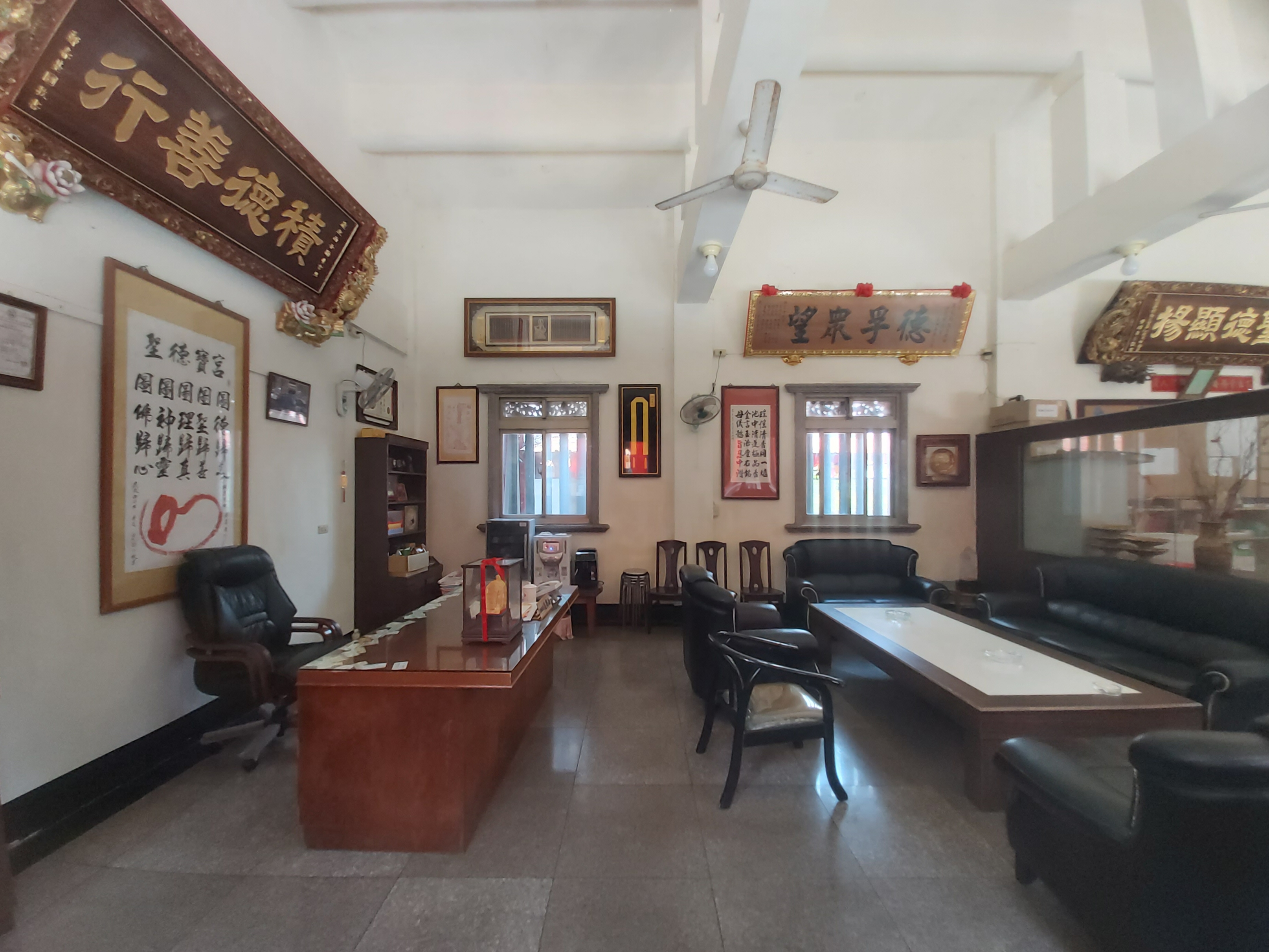
主委室
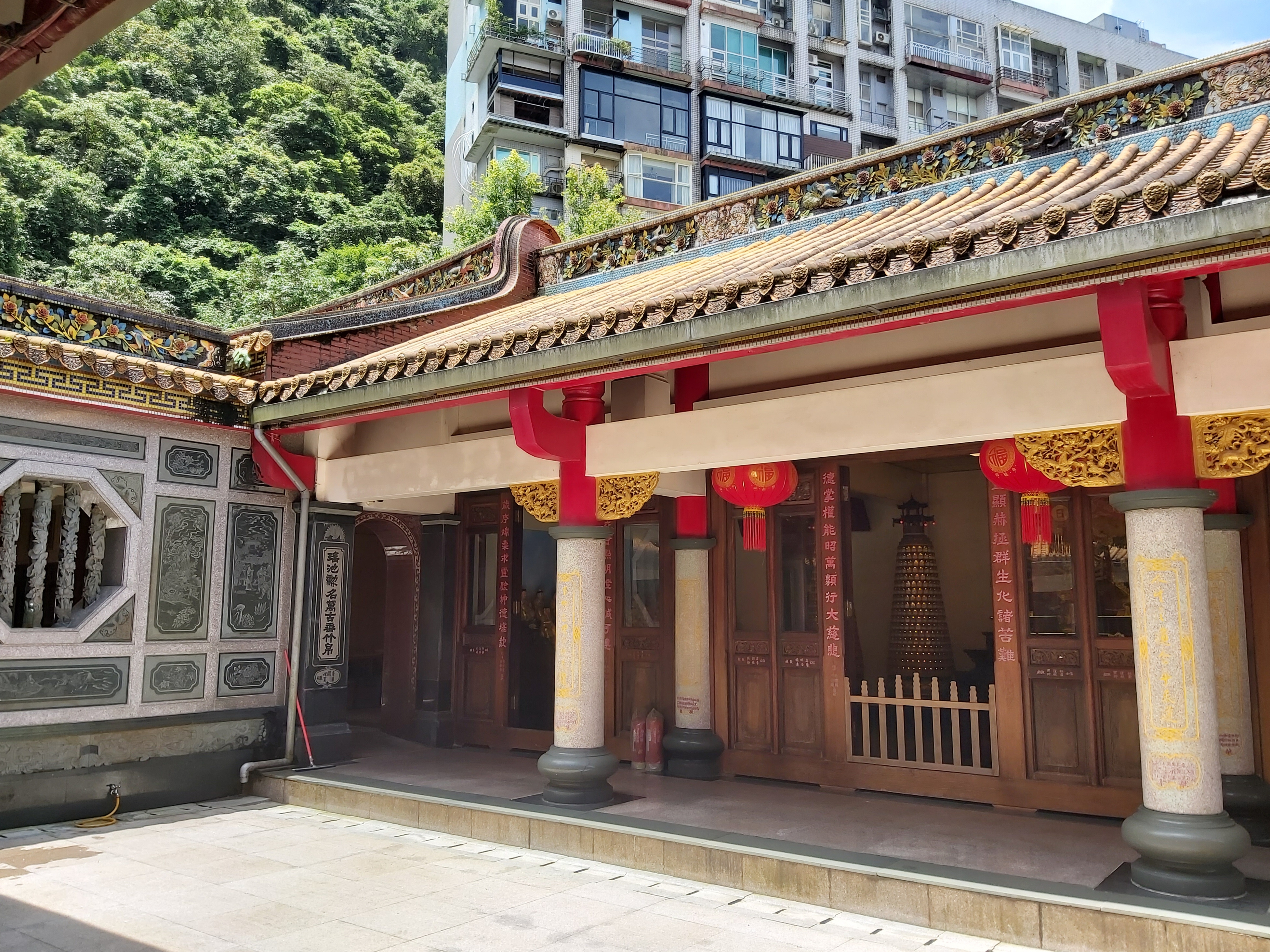
太歲殿
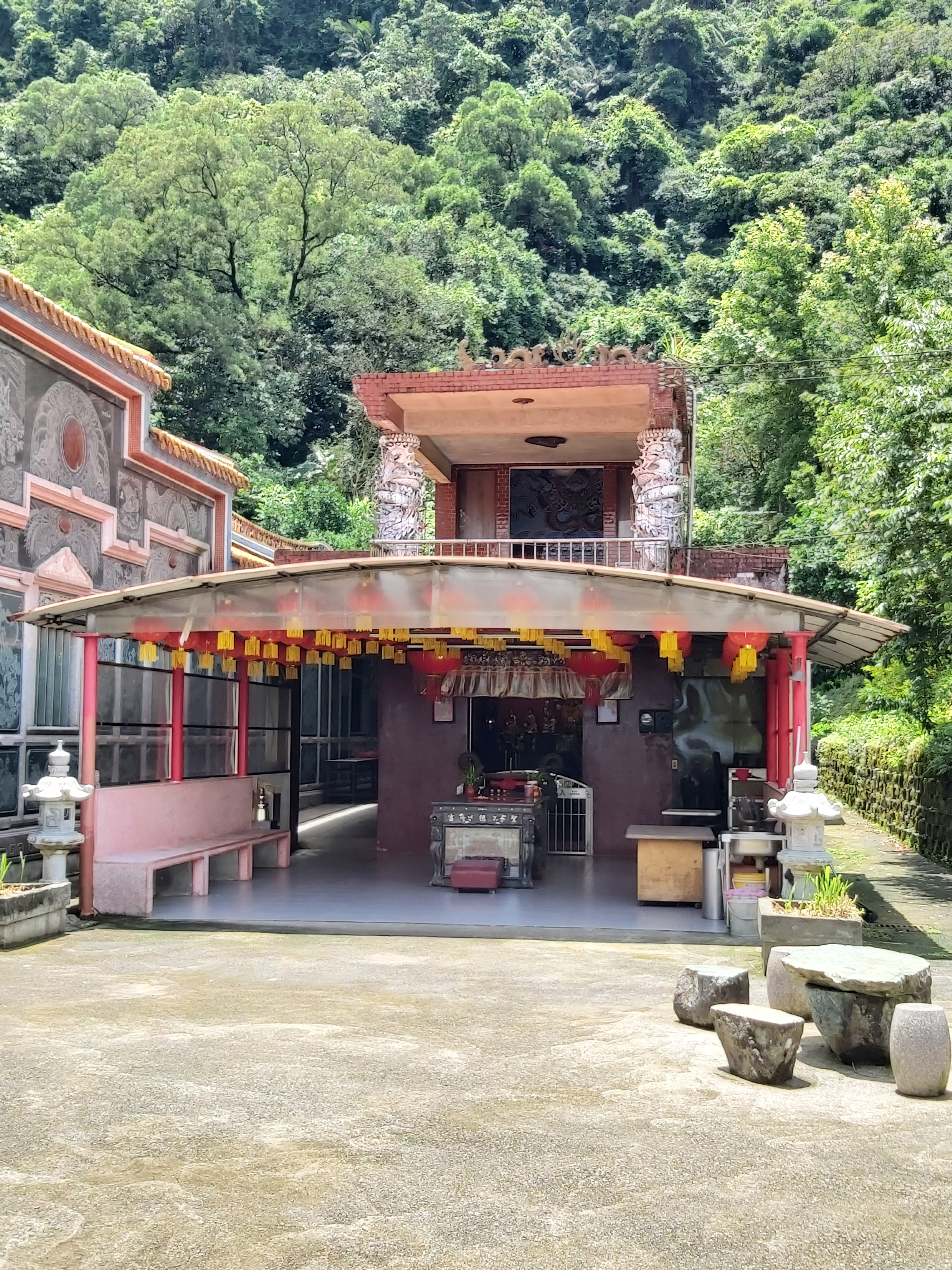
救世壇
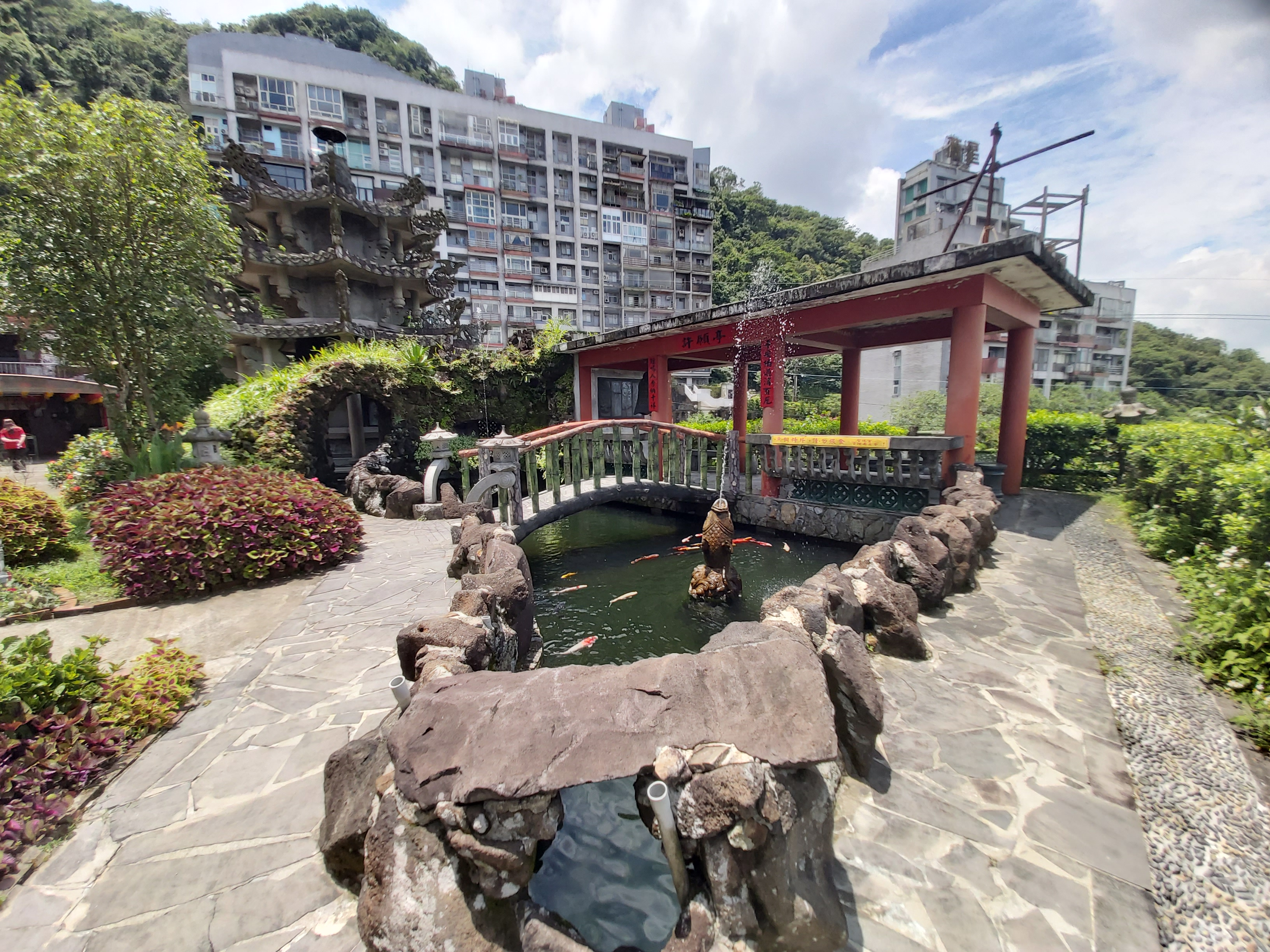
許願池

## 特色

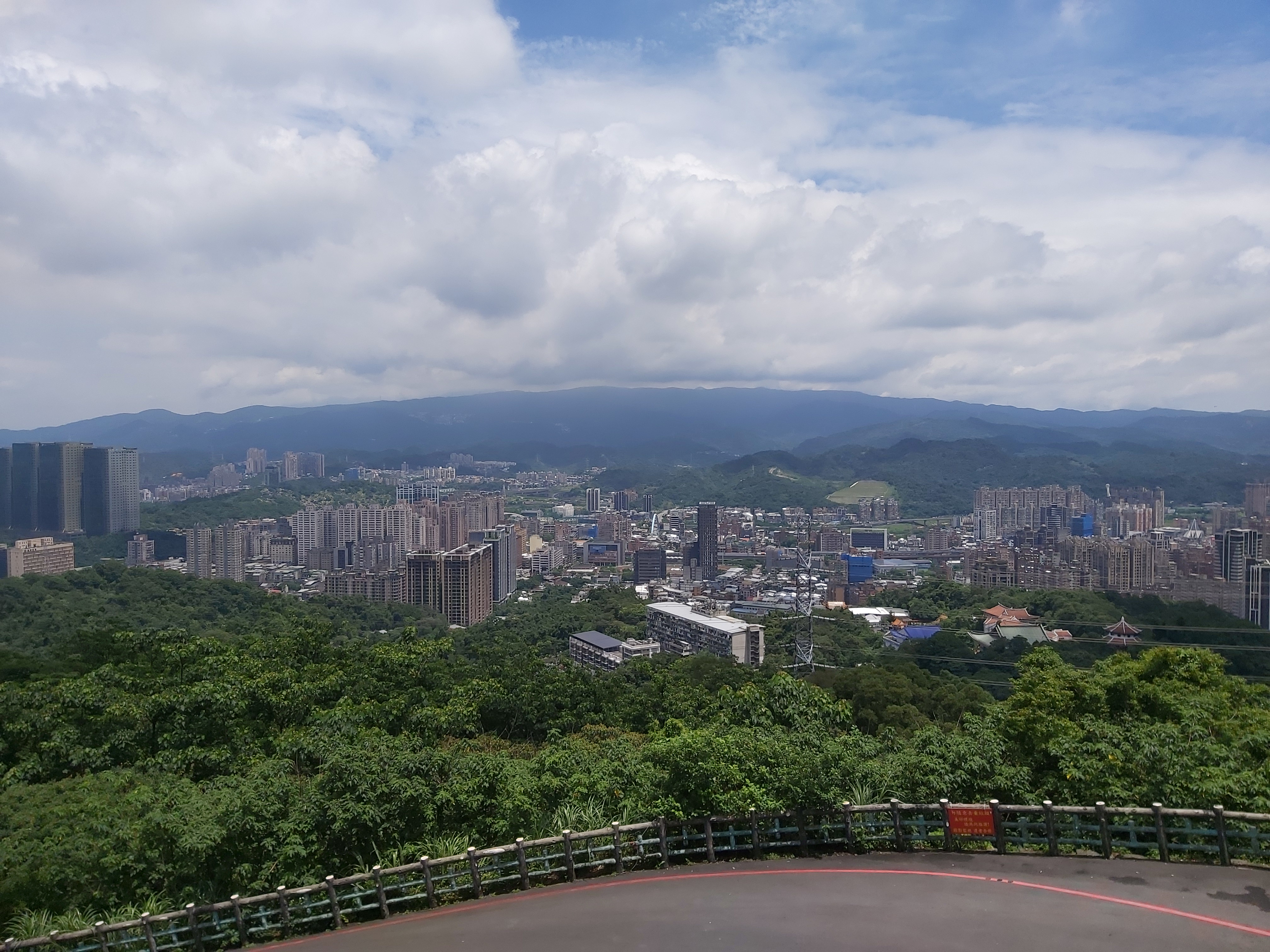
新北市汐止區市容

該廟前庭為知名賞景地點，可觀覽大臺北地區地貌、市容，並以二十四節氣神祇為門神。

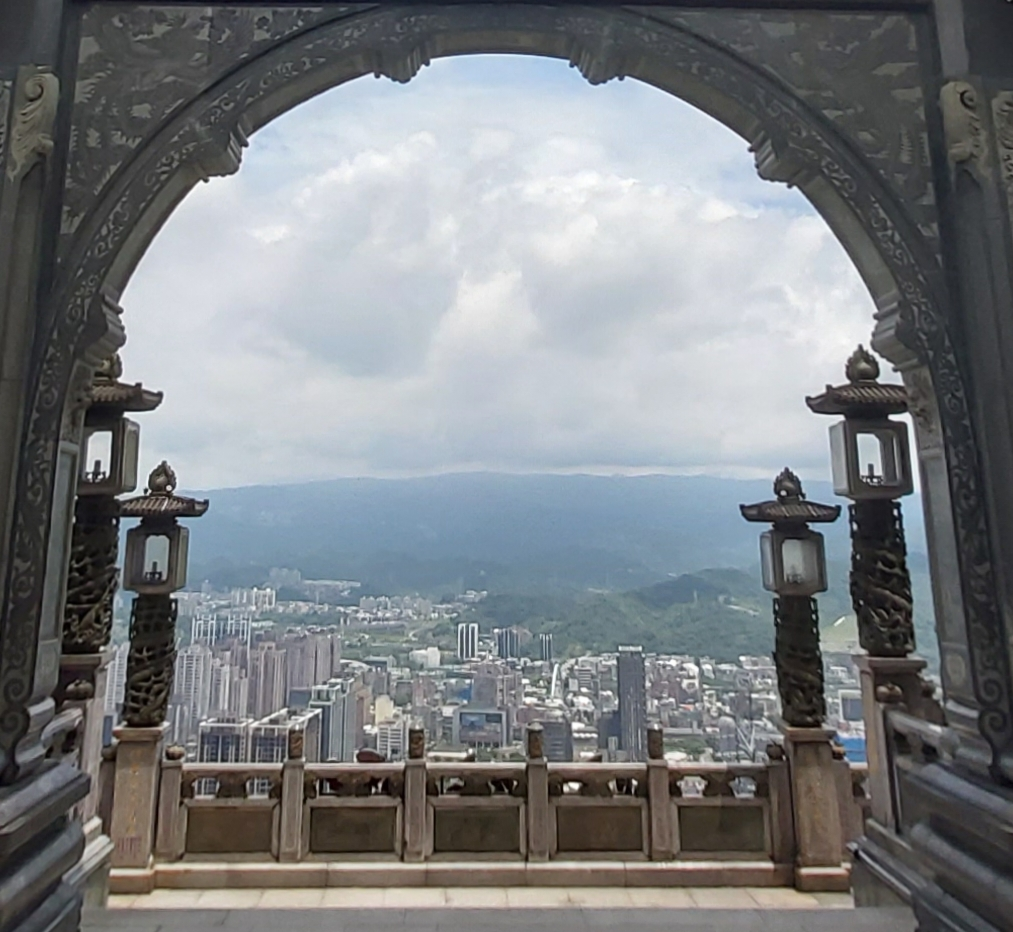
牌坊圓拱
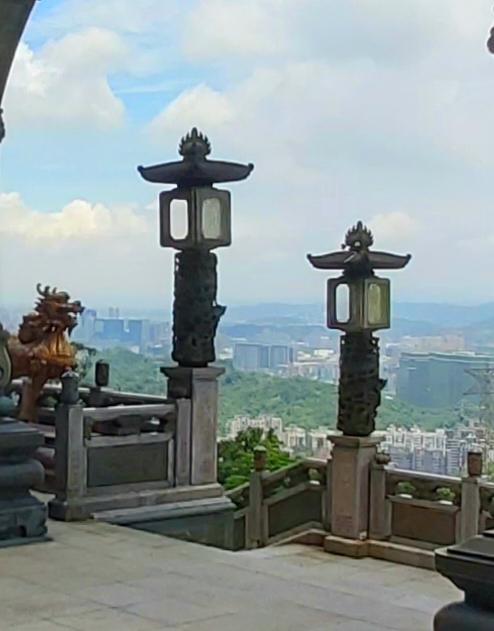
石燈柱
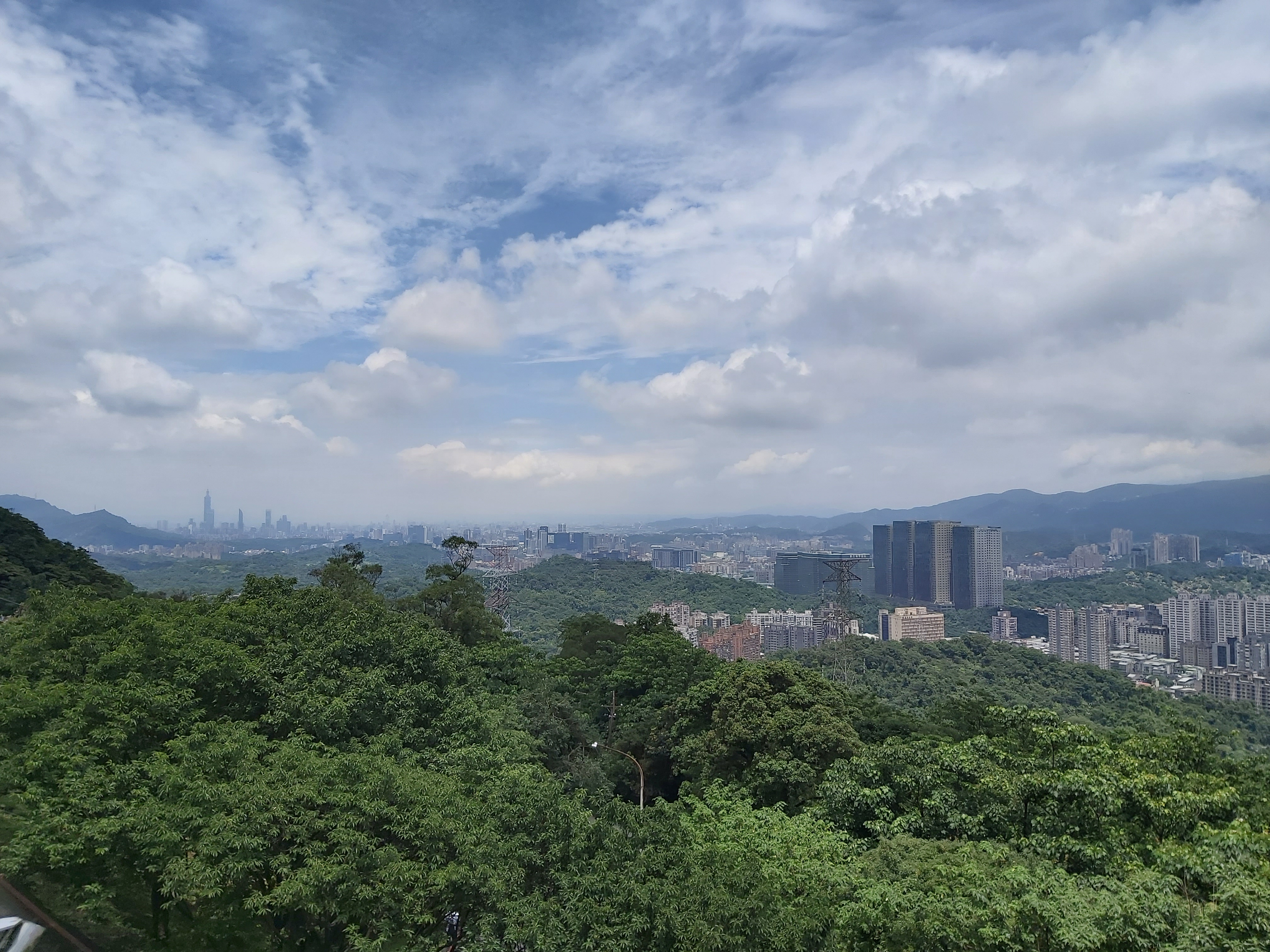
台北101方向景觀

## 祭祀與活動
每年國曆1月1日、農曆3月23日天上聖母聖誕均舉辦踩街遊行；農曆7月18日，為恭賀瑤池金母聖誕，舉辦禮誦列聖經諸佛寶懺，並辦理公益賑災濟困、發放獎學金等公益活動。

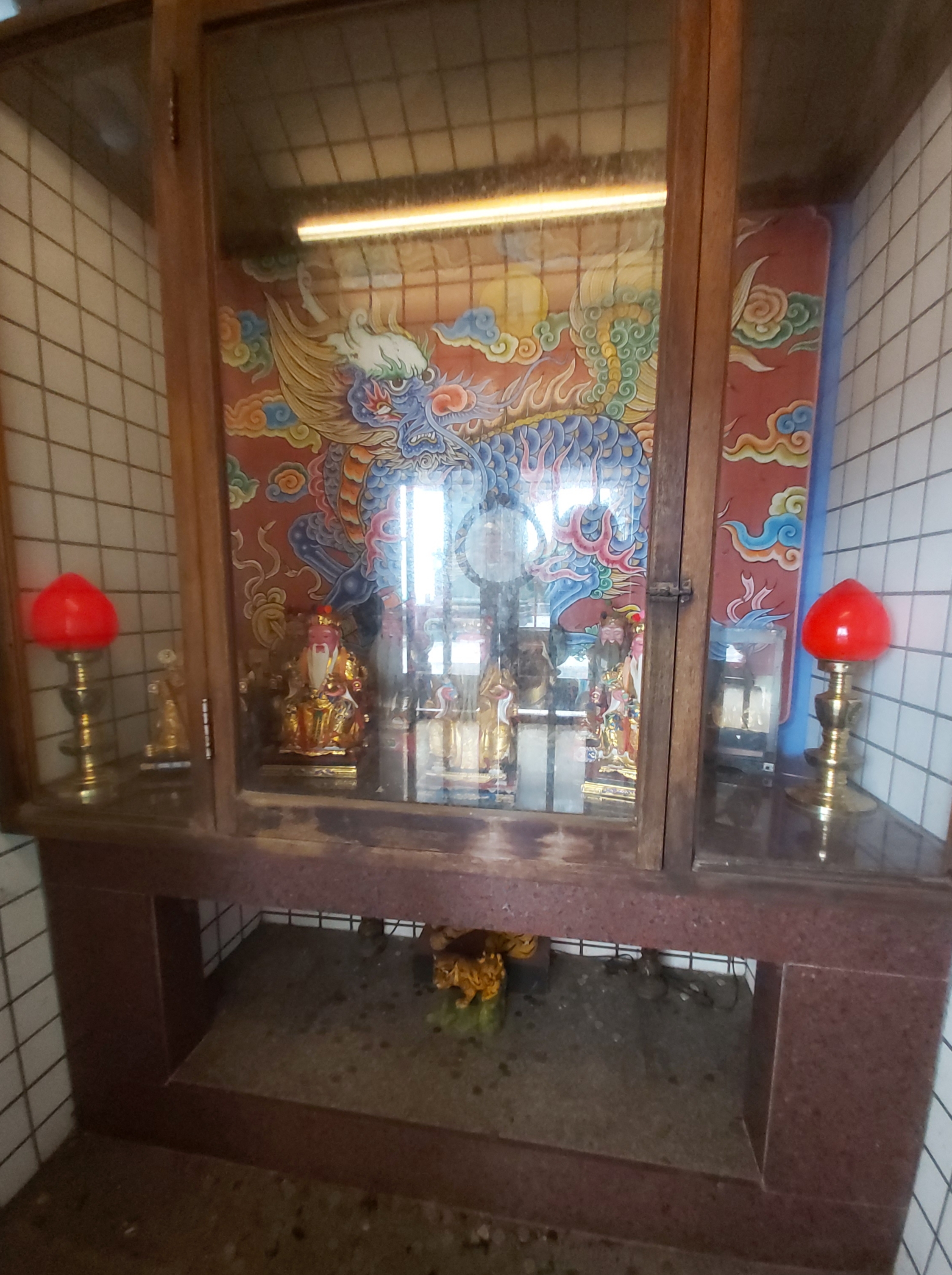
福德祠
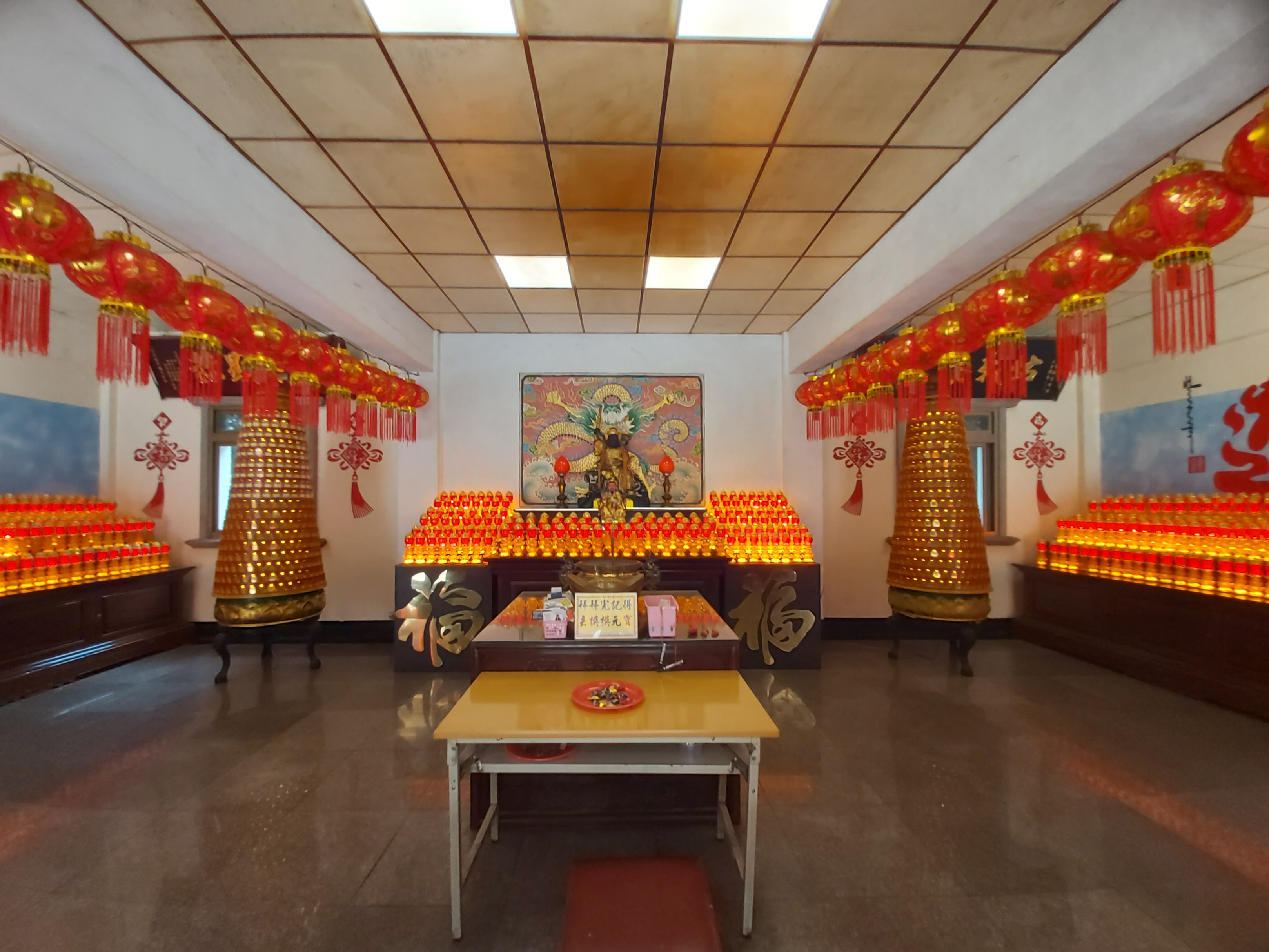
財神殿
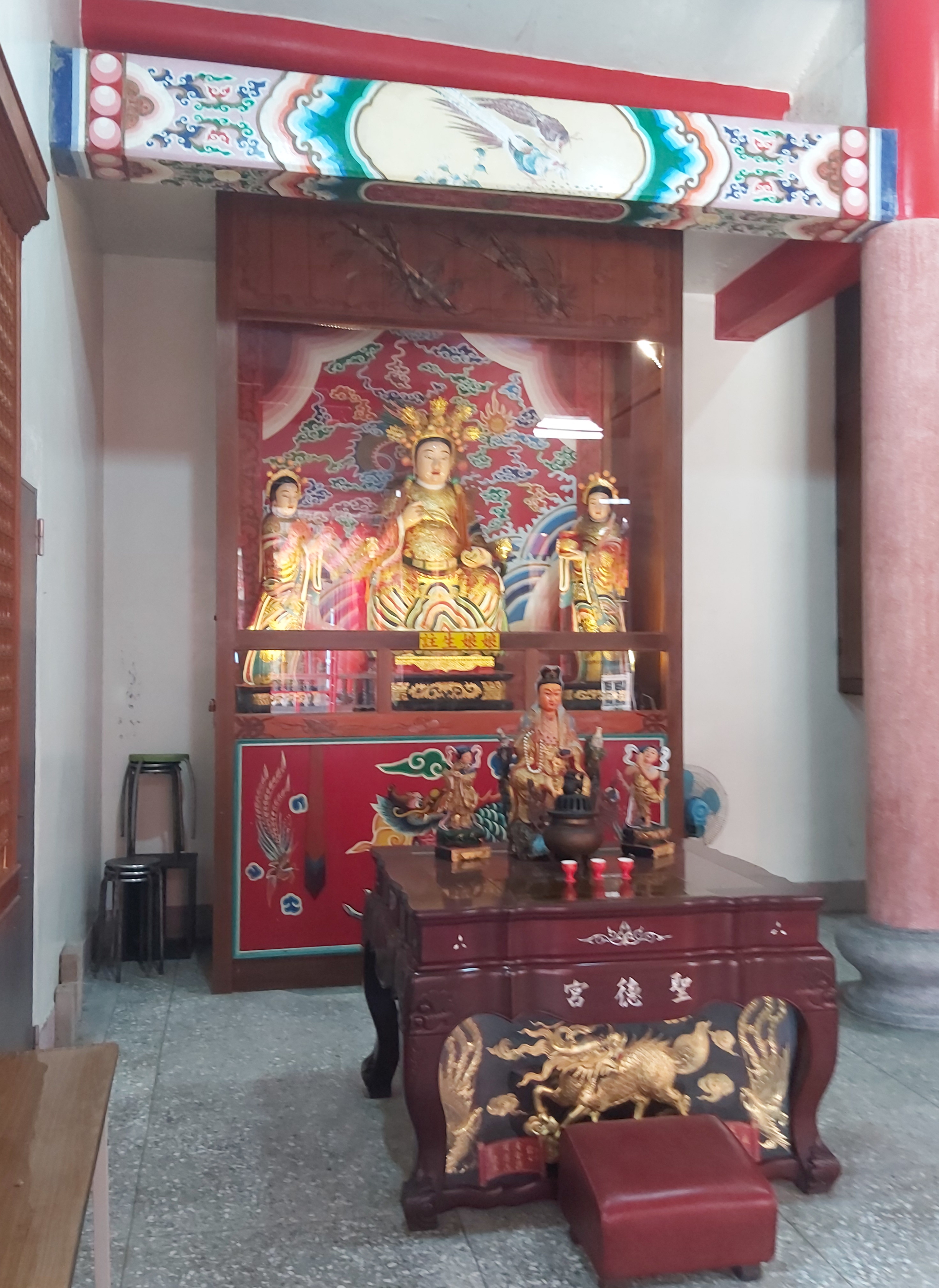
註生娘娘
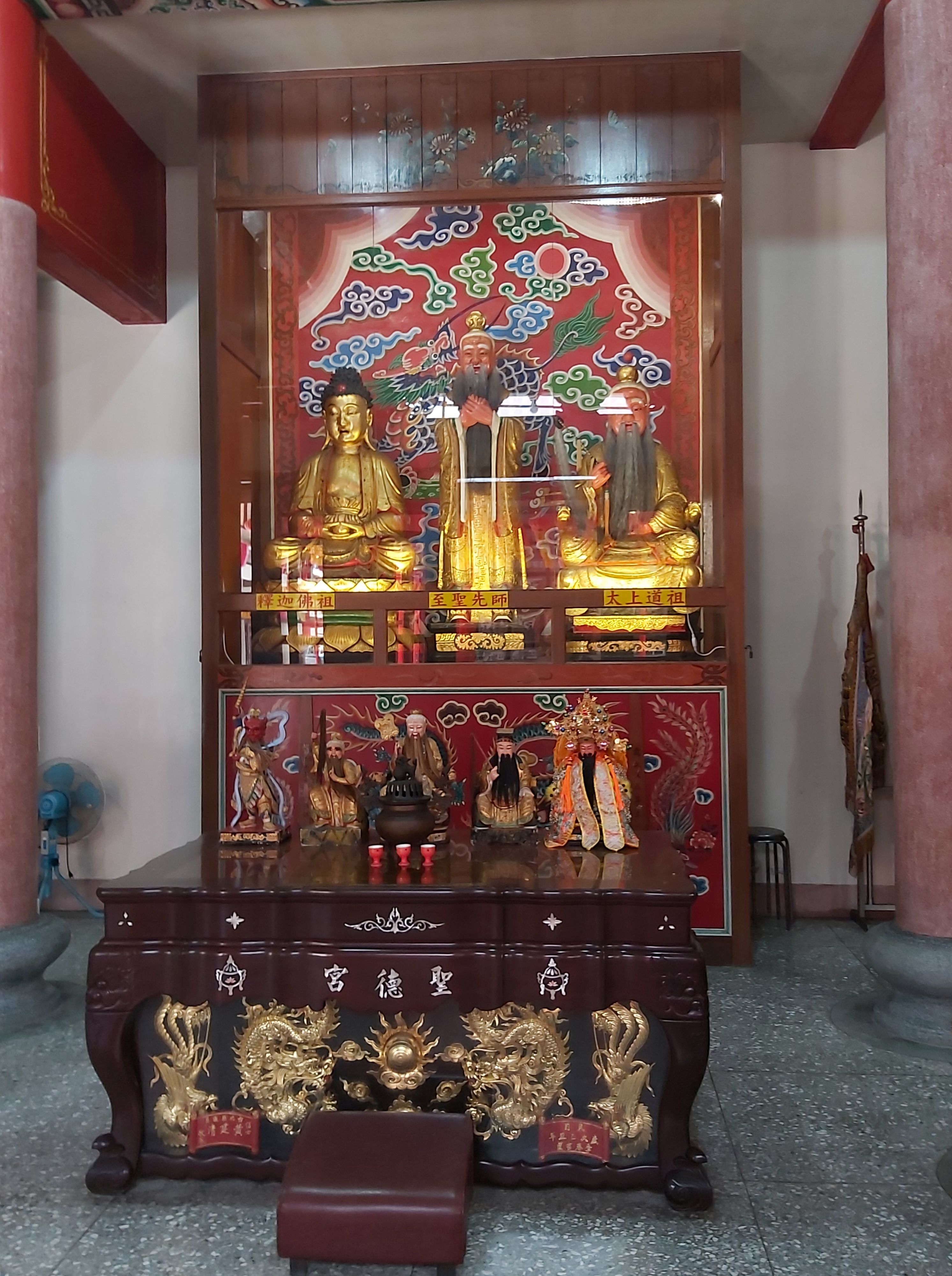
至聖先師、太上老君、釋迦牟尼
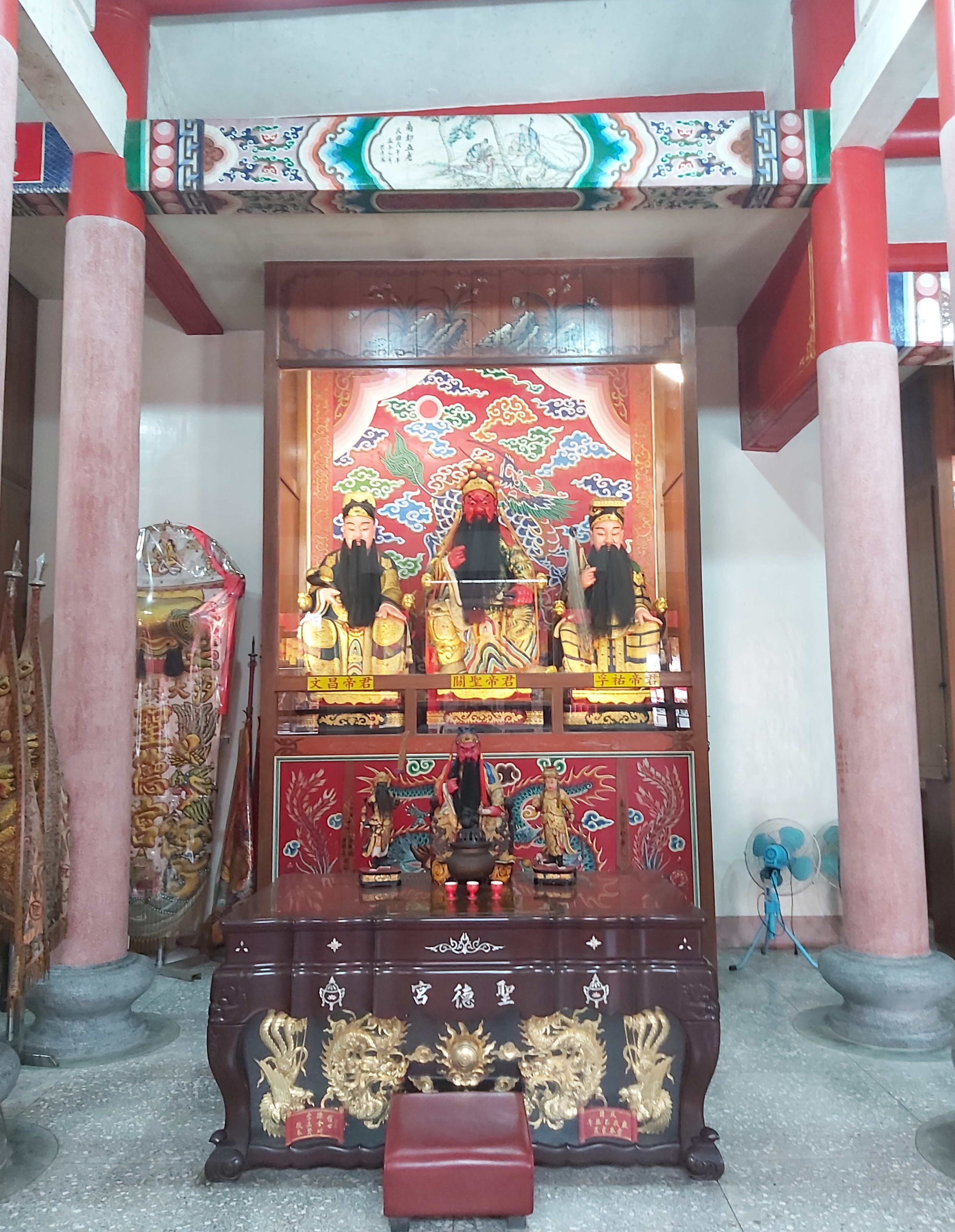
關聖帝君、孚佑帝君、文昌帝君
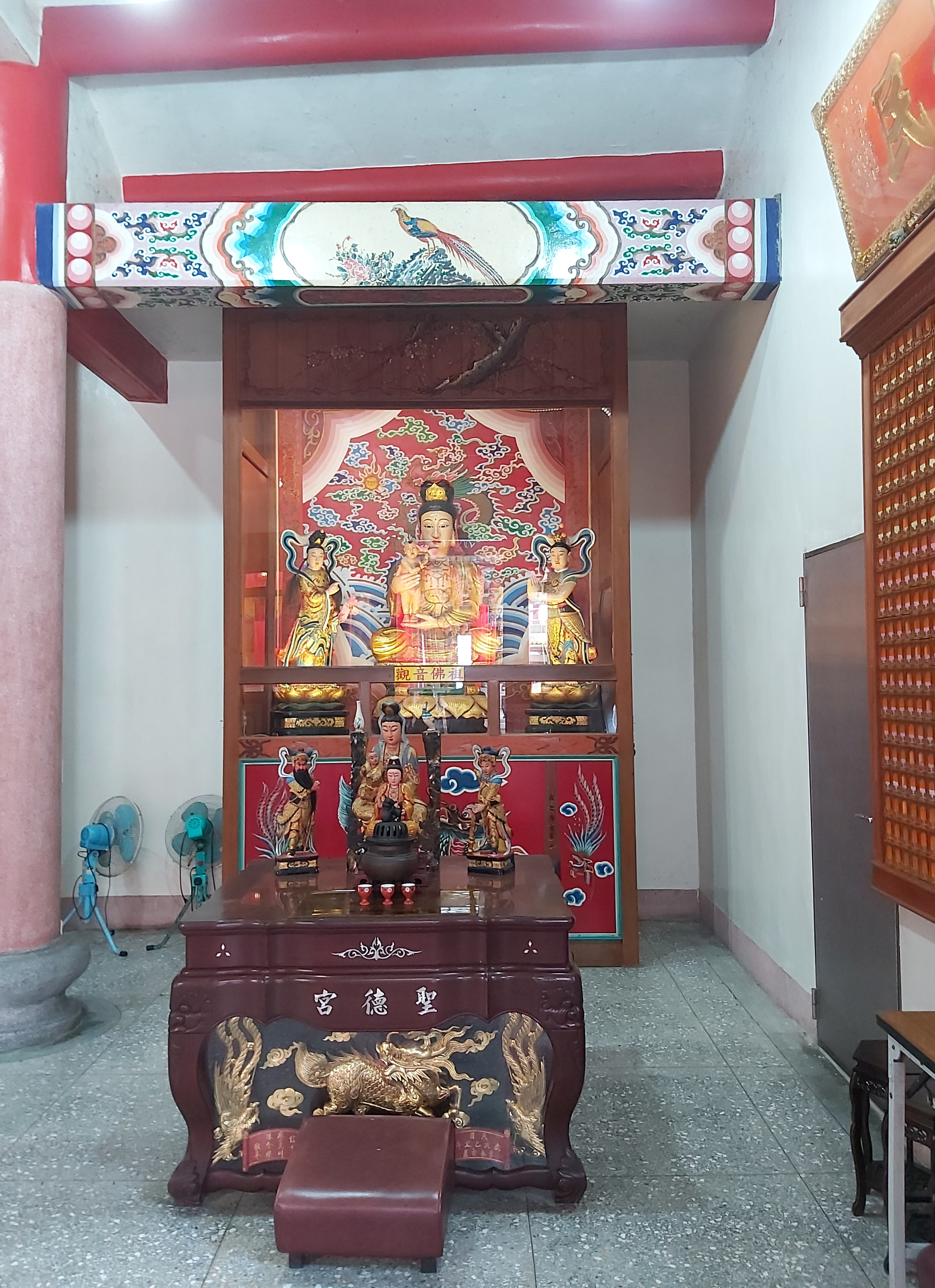
觀音佛祖
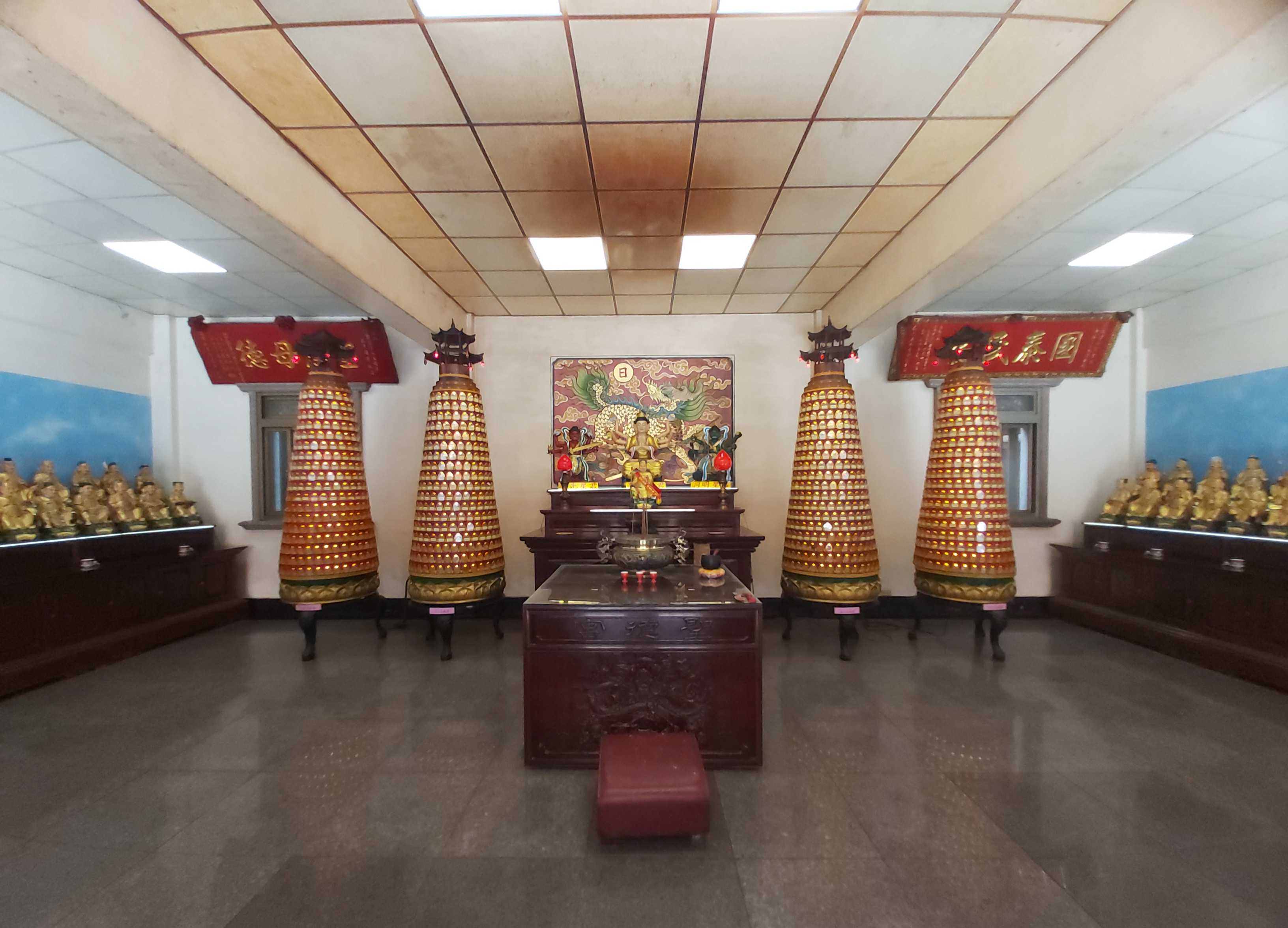
斗姥、太歲
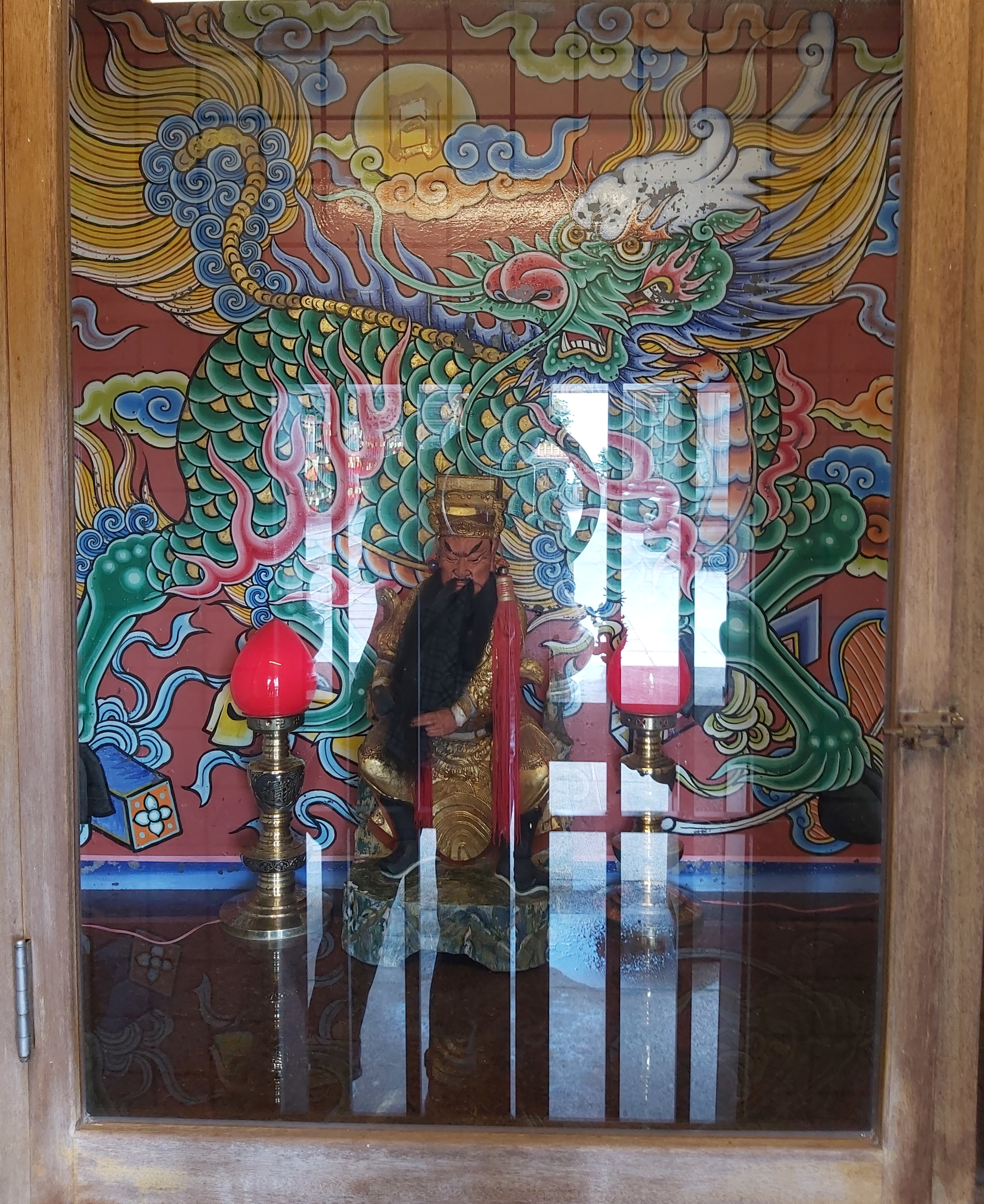
山神

## 外部連結
- 汐止大尖山聖德宮的Facebook專頁